# Joseph Schnitzer

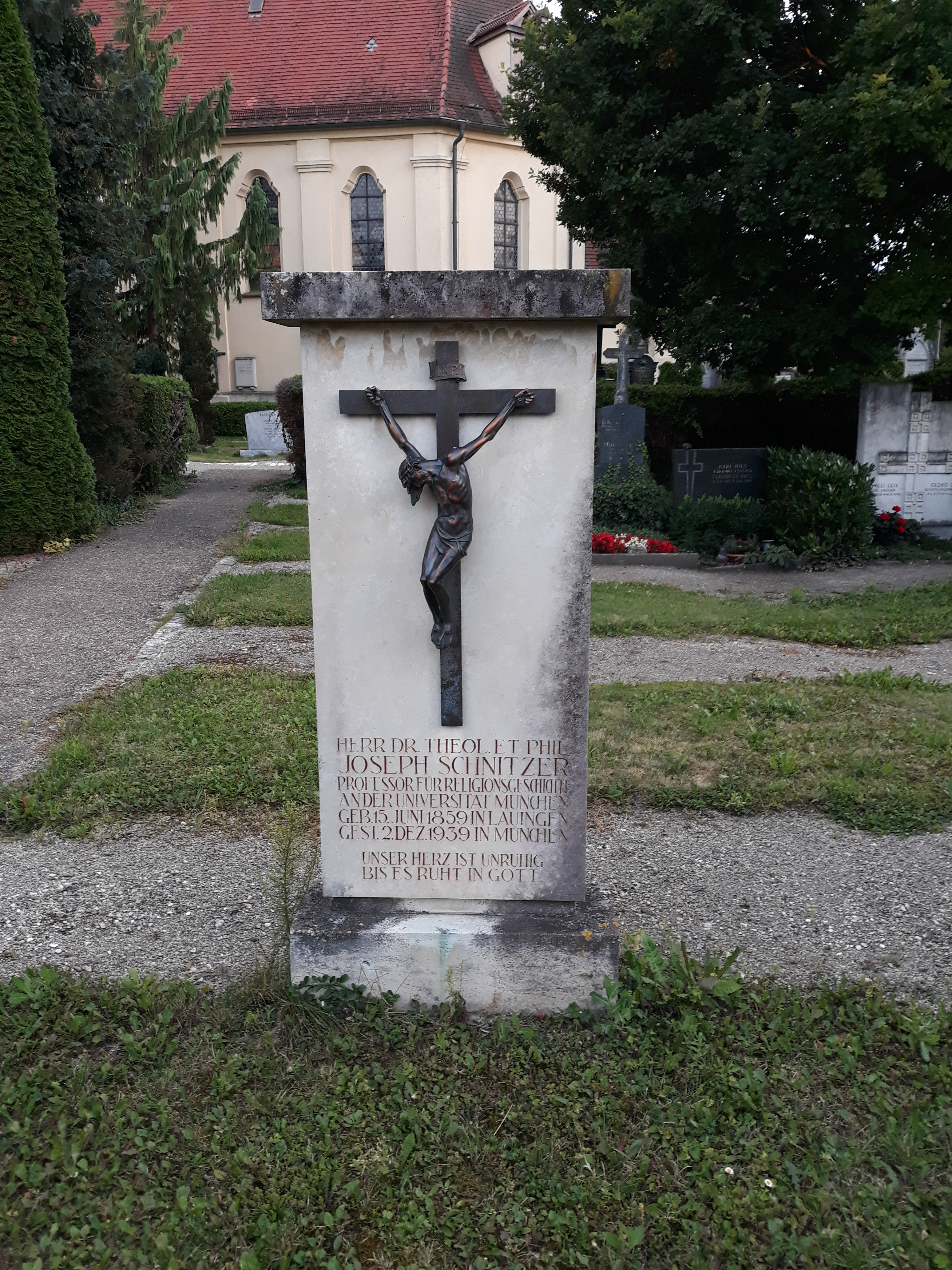
Das Grab von Joseph Schnitzer auf dem Friedhof von Lauingen.

Joseph Schnitzer (* 15. Juni 1859 in Lauingen, Schwaben; † 2. Dezember 1939 in München) war ein deutscher katholischer Theologe und Kirchenhistoriker, der als Modernist 1908 kirchlich suspendiert wurde. Schnitzer wurde allerdings nie exkommuniziert. Er wurde als Honorarprofessor in die philosophische Fakultät versetzt. 
Sein Hauptinteresse galt Hieronymus Savonarola, dessen Predigten und Schriften er auch in Auswahl ins Deutsche übersetzte (1928) und über den er sein vierbändiges Hauptwerk publizierte.
Zu seinem engeren Schülerkreis zählen Friedrich Heiler, Joseph Bernhart, Leonhard Fendt und Karl Adam.

## Schriften
- Berengar von Tours, sein Leben und seine Lehre. Ein Beitrag zur Abendmahlslehre des beginnenden Mittelalters. Stahl, München 1890.
- Die Gesta Romanae Ecclesiae des Kardinals Beno und andere Streitschriften der schismatischen Kardinäle wider Gregor VII. Buchner, Bamberg 1892 (Digitalisat).
- Katholisches Eherecht. Mit Berücksichtigung der im Deutschen Reich, in Österreich, der Schweiz und im Gebiete des Code civil geltenden staatlichen Bestimmungen. Herder, Freiburg im Breisgau 1898.
- Quellen und Forschungen zur Geschichte Savonarolas.
  - Band 1: Bartolomei Redditi und Tomaso Ginori. Lentner, München 1902 (Veröffentlichungen aus dem Kirchenhistorischen Seminar München).
  - Band 2: Savonarola und die Feuerprobe. Eine quellenkritische Untersuchung. Lentner, München 1904 (Veröffentlichungen aus dem Kirchenhistorischen Seminar München).
  - Band 3: Bartolomeo Cerretani. Lentner, München 1904 (Veröffentlichungen aus dem Kirchenhistorischen Seminar München).
  - Band 4: Savonarola nach den Aufzeichnungen des Florentiners Piero Parenti. Duncker und Humblot, Leipzig 1910.
- Hat Jesus das Papsttum gestiftet? Eine dogmengeschichtliche Untersuchung. Lampart, Augsburg 1910 (Digitalisat).
- Borromäus-Enzyklika und Modernismus. Vortrag … im Antiultramontanen Reichsverband am 21. November 1910 im Architektenhause zu Berlin. Frankfurter Neuer Verlag, Frankfurt am Main 1911 (Digitalisat) der Universitäts- und Landesbibliothek Düsseldorf
- Der katholische Modernismus. Protestantischer Schriftenvertrieb, Berlin-Schöneberg 1912 (Digitalisat).
- Savonarola im Streite mit seinem Orden und seinem Kloster. Lehmann, München 1914.
- Savonarola. Ein Kulturbild aus der Zeit der Renaissance. Reinhardt, München 1924 (Digitalisat).
  - Band 1: Das Leben
  - Band 2: Das Streben
- Peter Delfin, General des Camaldulenserordens (1444–1525). Ein Beitrag zur Geschichte der Kirchenreform Alexanders VI. und Savonarolas. Reinhardt, München 1926 (Digitalisat).
- Hieronymus Savonarola. Auswahl aus seinen Schriften und Predigten. Diederichs, Jena 1928.
- Der Tod Alexanders VI. Eine quellenkritische Untersuchung. Reinhardt, München 1929.
- Die religions-psychologische Grundlage der Feuerbestattung. Selbstverlag der Genossenschaft Luzerner Feuerbestattung, Luzern 1933 (Digitalisat).